# Prix de l’aéro-cible Michelin

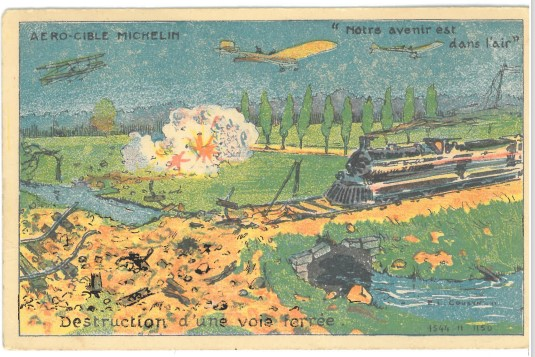
Carte postale (Collection Clermont Auvergne Métropole, bibliothèque du Patrimoine)

Carte postale (Clermont Auvergne Métropole, bibliothèque du patrimoine)

Les prix de l’aéro-cible Michelin ont été créés le 22 août 1911 par André et Édouard Michelin. Ces prix sont  au  nombre  de  deux :
- le  premier  récompense  le  pilote  qui, sur  15  projectiles  réglementaires (75 mm de long et 7 kg), placera  le  plus  de  projectiles dans  la  cible  circulaire  de  20  mètres  de  diamètre  et  lors  d'un  unique  largage. L'altitude  de  largage  est  fixée  à  200  mètres. Le  pilote  est  doté  d'un  altimètre. En  cas  d'égalité, la  distance  cumulée  de  chaque  projectile  au  centre  départage  les  participants. La  prime  est  de  50 000 francs.
- le  deuxième  récompense  le  concurrent  qui  placera  une  ogive  réglementaire  dans  un  rectangle  de  120  mètres  sur  40. L'altitude  requise  est  de  800  mètres. La  cible  est  censée  mesurer  la  surface  d'un  hangar  à  dirigeable. Ce  prix  est  doté  de  25 000 francs.

Le  temps  imparti  pour  la  réalisation  d'une  mission  est  de  45  min. L'appareil  devant  atterrir  10  min  au  plus  après  son  largage.
Le  premier  vainqueur  sera  l'équipage  formé  de  Louis  Gaubert  et  du lieutenant  de  l'armée  américaine  Riley  Scott  en  1912  sur  biplan  Astra  Wrigth. L'année  suivante  ce  seront  Gaubert, Fourny  et  Varcin  qui  se  partageront  les  prix.
Les  prix  de  l'aéro-cible  Michelin  veulent  attirer  l'attention  du  public  et  de  l'armée  sur  les  capacités  militaires  de  l'aviation,, et  notamment  l'aviation  de  bombardement. Alors  que  l'état-major  n'y  voit  qu'un  intérêt  pour  le  renseignement. L'opinion  publique  se  passionne  pour  l'aviation. Par  la  suite  un  emprunt  sera  lancé  afin  de  doter  l'aviation  militaire  de  nouveaux  appareils.